# Famille de Reinach
 (avril 2025).
Si vous disposez d'ouvrages ou d'articles de référence ou si vous connaissez des sites web de qualité traitant du thème abordé ici, merci de compléter l'article en donnant les références utiles à sa vérifiabilité et en les liant à la section « Notes et références ».
 (avril 2025).
Améliorez-le ou discutez des points à vérifier. 
Pour les articles homonymes, voir Famille Reinach.
La famille de Reinach est une famille noble dont le berceau était les châteaux de Reinach, Oberrinach, ou Rynach, en Argovie (Suisse), dont on voit les ruines sur une colline qui domine le lac de Baldegg, voisine du village de Herrlisberg  proche de la ville de Reinach. Il ne faut pas les confondre avec les Reinach (sans particule) originaires d'Allemagne. Son histoire est marquée par le changement d'allégeance au lendemain de la guerre de Trente Ans, qui vit les Reinach passer, avec l'Alsace, sous l’administration française, puis sous la domination allemande, entre 1871 et 1918, après l'abandon de l'Alsace par la France.

## Histoire
La famille de Reinach remonte à Wernher de Reinach (mort en 1040). Wernher reçut le double château de Reinach des comtes de Habsbourg et de Lenzbourg, qu'il avait réconciliés; en même temps, les nobles de Habsbourg lui permirent de porter les armes de leur maison qui devinrent dès lors celles des Reinach avec une différence dans la couleur de la tête et du cou du lion. Ses descendants illustrèrent son nom, soit à la guerre, soit dans l'Église. Au XIIe siècle, Ulric de Reinach eut le titre de Grand, tant ses exploits l'avaient rendu célèbre. (Dictionnaire de biographie des hommes célèbres de l'Alsace depuis les temps les plus reculés jusqu'à nos jours par Fr. Edouard Sitzmann. Tome 2. Imprimerie F. SUTTER & Cie- 1910).[réf. à confirmer]

Hamann von Reinach, chevalier, cité en 1210 et à Hesso von Reinach, son frère, cité en 1212. Les "de Reinach" possédaient plusieurs châteaux-forts situés auprès de ce qui est actuellement la ville de Reinach, commune suisse du canton d'Argovie, située dans le district de Kulm en Suisse alémanique. «On vit combattre dix-neuf Reinach,à la bataille de Sempach, en 1386 dix-huit d’entre eux tombèrent…Celui qui survécut devint la souche de toutes les branches de cette maison» . C'est à cette époque qu'elle quitta cette région 

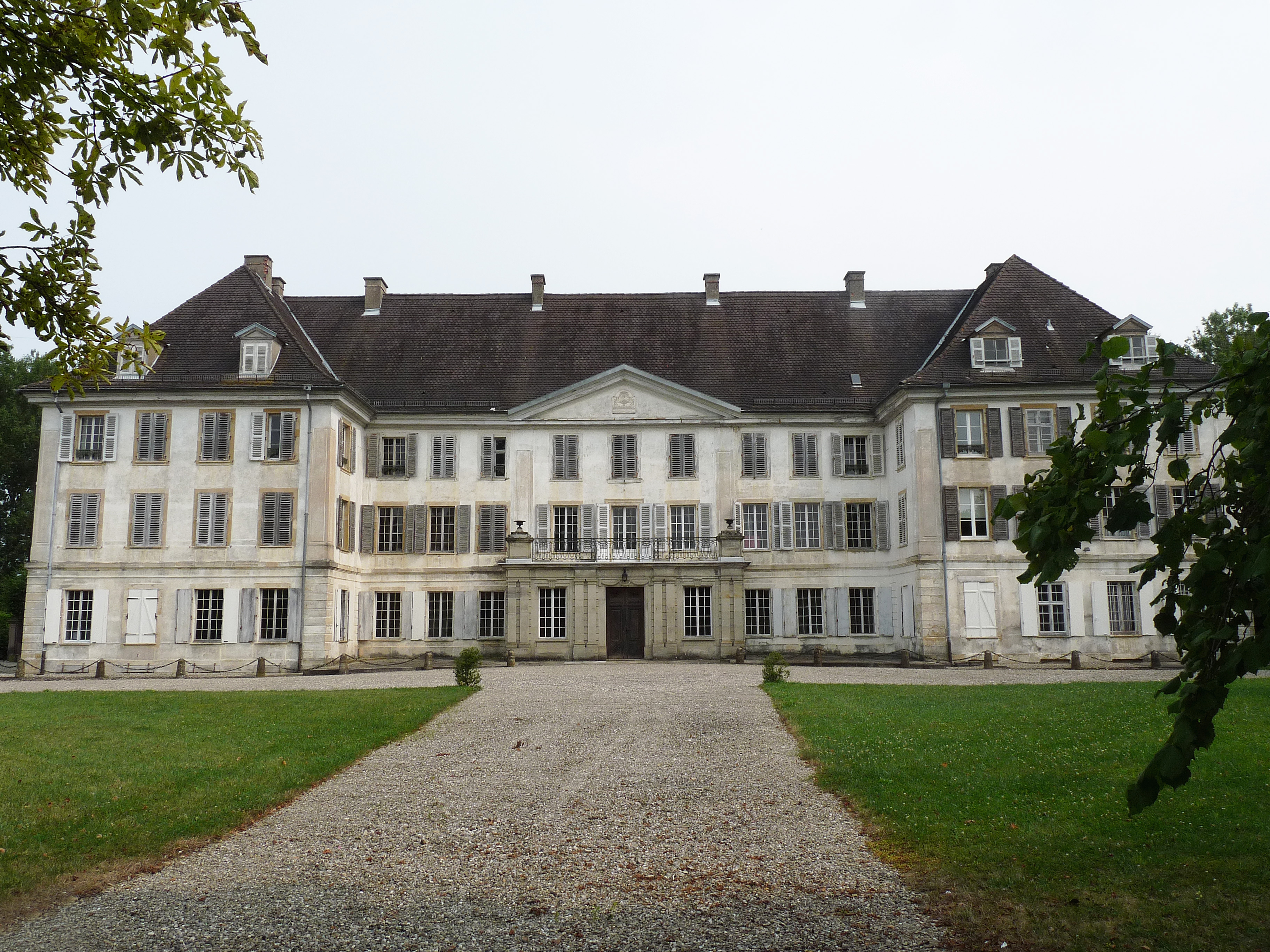
Château de Reinach à Hirtzbach

La famille apparaît en Alsace au XVe siècle. Hans Diebold de Reinach, bailli allégeant des Habsbourg à Altkirch, épousa en premières noces l'héritière du fief de Hirtzbach, Ursula Vay (ou Bay, du sobriquet de son père Johannes Beat Graß, dit Vay, assesseur de la chambre d'Ensisheim et homme de lettres). Ils eurent trois garçons. L'aîné, Hans Heinrich (1589+1645), eut un fils (François Guillaume) qui donnera naissance à la branche de Reinach-Werth (qui subsiste aux États-Unis). Hans Diebold épousa en deuxièmes noces Marie Christine Vintler von Platsch. Ils eurent 9 enfants. Leurs 3 fils, Jean-Henri, Grand-Maître de l'Artillerie de l'Empereur, Melchior et Jean-Béat, ainsi que toute leur descendance légitime des deux sexes, furent élevés à la dignité de Baron et Baronne du Saint-Empire par l'empereur du Saint-Empire Ferdinand II en 1635, pendant la guerre de Trente Ans. Melchior donnera naissance à la branche de Reinach-Hirtzbach. La famille de Reinach a vécu dans plusieurs villages et villes du Haut-Rhin, tels que Thann, Montreux, Luemschwiller, Froeningue, Heidwiller, Foussemagne, Steinbrunn et Hirtzbach.
La famille de Reinach est liée à l'histoire de Hirtzbach, village du Sundgau. En ayant obtenu la seigneurie du duc de Mazarin, le baron François de Reinach-Hirtzbach a fait construire et agrandir vers 1720 le château de Hirtzbach, à partir du château existant. Des travaux de surélévation du premier étage central furent entrepris par le baron Antoine de Reinach-Hirtzbach, neveu du baron Jean-Conrad de Reinach-Hirtzbach, prince-évêque de Bâle en 1762. Il est classé Monument historique en 2000. Plusieurs membres de la famille ont assuré les fonctions de maire de la commune aux XIXe et XXe siècles, de député, sénateur et membre du Landtag à la suite de la perte de l'Alsace par la IIIe République, cédée à la Prusse.

## Personnalités
- Jean-Erhart de Reinach, chevalier, fils d'Ulric fut capitaine dans l'armée du comte palatin. D'après Iselin, il assista de sa vaillante épée l'abbé de Murbach, Barthélémy d'Andlau, pour replacer la ville de Guebwiller sous son obéissance (1450). (Iselin, Hist. geogr. Lexicon, p. 165. - Mossmann, Chron. des dominicains, p. 70.)
- Cunégonde de Reinach, abbesse d'Andlau, fille de Henri et petite- fille d'Ulric de Reinach, personne douée des plus brillantes qualités de l'esprit et du cœur, fut élue abbesse en 1495 et gouverna cette maison avec autant de sagesse que d'énergie pendant quarante- deux ans. En 1521, elle reçut de l'empereur Charles-Quint le titre de princesse de l'Empire.
- Melchior de Reinach, chevalier, fils de Bernhard, souche de la ligne principale, se distingua comme officier de l'armée impériale. L'empereur Maximilien le nomma au commandement d'un corps de mille cavaliers et d'un régiment de fantassins; Charles-Quint le fit son général en Bourgogne et en 1555 l'éleva au rang de maréchal de la cour. Jouissant d'une très haute considération auprès de son prince, il en reçut les fiefs de Montreux et de Niedersteinbronn. Par son mariage avec la baronne Claire de Saint- Loup, il acquit plusieurs fiefs seigneuriaux en Bourgogne.
- le baron Jean-Henri de Reinach (mort en 1645), maréchal de camp du Saint-Empire, gouverneur de Ratisbonne, défenseur de Vieux-Brisach contre Bernard de Saxe-Weimar, pendant la guerre de Trente Ans, en 1638[4]
- le baron Jean-Conrad de Reinach-Hirtzbach, prince-évêque de Bâle (1705-1737).

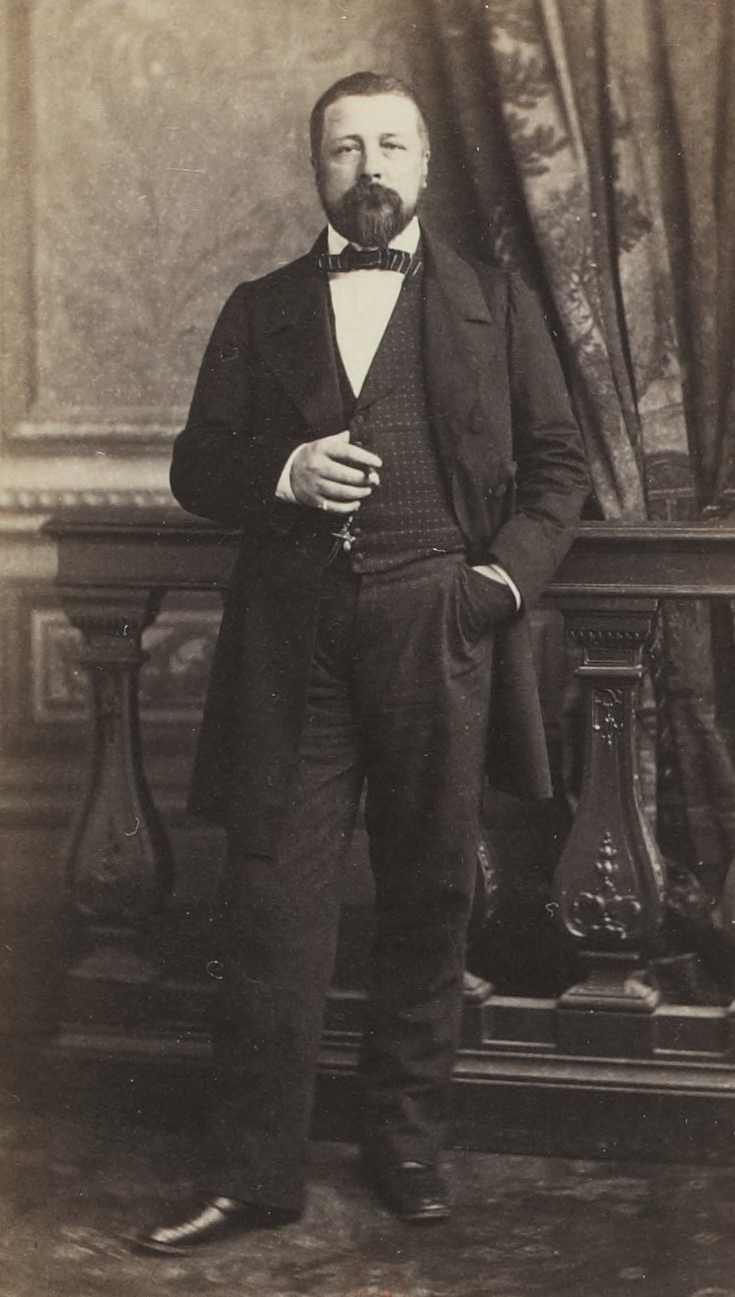
La baron Antoine-Hesso de Reinach entre 1852 et 1857.

- Joseph- Antoine-Charles, maréchal de camp (1741- ) Il eut une carrière militaire qui progressa rapidement passant de cornette en 1761 à lieutenant- colonel en 1779. Le Conseil Souverain l'admit, le 7 novembre 1777, comme conseiller chevalier d'honneur d'épée. En 1787, les électeurs du district d'Huningue l'élurent à la députation de l'assemblée provinciale. À la révolution une bande de paysans sundgauviens pillère le château de Hirtzbach. Une brigade de gendarmes, arriva d'Altkirch et mit fin à cette scène de vandalisme. Les autorités firent arrêter Joseph-Antoine-Charles dans les prisons de Belfort. Il fut relâché en suite de deux pétitions adressées au tribunal du district par le conseil municipal de Hirtzbach, démontrant aux juges tout ce que de Reinach a été pour la population et quel malheur serait la perte d'un tel homme.
- le baron Charles de Reinach (11 août 1785-22 février 1871) s'est illustré dans les guerres de l'Empire. Il participa à la bataille d'Heilsberg, aux campagnes d'Espagne, du Portugal et de Russie. Grièvement blessé (balle dans la face, perte de l'œil droit) près de Moscou, il fut promu chef d'escadron et officier de la Légion d'honneur. Il devint aide de camp de Murat lors de la bataille de Leipzig et poursuivit sa carrière sous la Restauration. Il rejoignit Napoléon pendant les Cent-Jours et l'accompagna pour la campagne de Belgique de 1815, dans le corps de Grouchy, puis participa à la bataille de Rocquencourt contre les Prussiens. Député de 1827 à 1833, pair de France, né à Hirtzbach (Haut-Rhin) le 11 août 1785, mort à Hirtzbach le 21 février 1871. Le 17 novembre 1827, il fut élu député du 1er arrondissement du Haut-Rhin (Altkirch). Il prit place dans les rangs de l'opposition constitutionnelle, combattit le ministère Polignac, et fut des 221. Réélu, le 23 juin 1830, conseiller à la Cour, il adhéra au gouvernement de Louis-Philippe. Réélu le 5 juillet 1831, appartint à la majorité conservatrice, et fut appelé, le 27 juin 1833, à la pairie. Dans la Chambre haute, comme à la Chambre des députés, il se montra le partisan dévoué de la monarchie constitutionnelle, et abandonna la politique en 1848. Conseiller général du Haut-Rhin, commandeur de la Légion d'honneur (30 mai 1837).
- le baron Hesso-Antoine de Reinach, fils du précédent, fut maire de la commune de Hirtzbach pendant 47 ans, député de 1851 à 1869, puis président du Conseil général du Haut-Rhin de 1872 à 1894.
- le baron Maurice de Reinach-Hirtzbach (1911-1994), croix de guerre 1939-1945, commandeur dans l'ordre du Mérite agricole, fondateur du Syndicat des propriétaires forestiers d'Alsace.
- le baron François de Reinach-Hirtzbach (1946), docteur ès sciences physiques (Chimie, thèse de doctorat d'État, laboratoire du professeur Guy Ourisson, "Synthèses de triterpènes tétracycliques : biosynthèse des cucurbitacines, synthèse du parkéol et de ses trois époxydes, structure et synthèse de l'inotodiol, synthèse de la chaîne latérale des cucurbitacines ", Strasbourg, 1973). Synthèse d'alpha halogéno carbonyles par réarrangement d'alpha bêta époxysulfones sous l'action du bromure de magnésium généré in situ (nouvelle réaction). Nouvelle voie de synthèse de la vitamine B1. Divers brevets de synthèse d'herbicides.

## Alliances
von Sickingen Hohenburg (v.1704), d'Eptingen (1735), Mohr de Wald (1780), de Salignac-Fénelon (1846), Zorn de Bullach (1849), de Gohr (1851), de Mullenheim (1901), d'Aboville (1929), Daumet (1929), Jouan de Kervenoaël (1931, 1942), Noël (1957), Pinoteau (1959), de Quatrebarbes (1966), Lance-Bourdieu (1973), Brunet d'Evry (1975), de Scorbiac (1986), Villatte de Peufeilhoux (1988), de Gestas de Lesperoux (1990), Lagèze (1991), Mortemard de Boisse (1991), Colin de Verdière (1995), Chapuis (1996), Franc du Breil (1999), Regnauld de Bellecize, Mc Donald, Tézenas...

### Fonds d'archives
- Les archives de la famille Reinach, sur le site des Archives départementales de France.